# Pierre Clarac
Pierre Clarac (* 21. November 1894 in Bordeaux; † 8. Dezember 1986 in Paris) war ein französischer Romanist und Literarhistoriker.

## Leben und Werk
Clarac war Schüler der École normale supérieure (Aufnahmejahrgang 1914) und bestand 1920 die Agrégation. Er war dann Gymnasiallehrer und von 1940 bis 1966 Generalinspektor des Unterrichtswesens im Bereich Lettres (Sprachen und Geisteswissenschaften). Ab 1964 war er Mitglied der Académie des sciences morales et politiques, von 1970 bis 1978 ihr ständiger Sekretär. Von 1962 bis 1979 war er Präsident der Société Chateaubriand. Clarac hat sich vor allem als Kenner und Herausgeber von La Fontaine, Chateaubriand und Proust einen Namen gemacht.

## Werke
- (Hrsg.) Oeuvres choisies de La Fontaine, Paris 1926
- Les Grandes questions d'histoire littéraire, Paris 1933
- (Hrsg.) Boileau, Œuvres, Paris 1937
- (Hrsg.) La Fontaine, Œuvres diverses, Paris 1942
- La Fontaine. L'homme et l'œuvre, Paris 1947
- La Fontaine par lui-même, Paris 1961
- (Hrsg.) Laffont-Bompiani. Dictionnaire universel des lettres, Paris 1961
- L'Enseignement du français, Paris 1963
- Boileau, Paris 1964
- L'Age classique. II : 1660-1680, Paris 1969 (Littérature française, hrsg. von Claude Pichois, Bd. 7)
- À la recherche de Chateaubriand, Paris 1975
- La Fontaine, Paris 1979